# Smithville (New York)
Smithville è un comune degli Stati Uniti d'America, situato nello stato di New York, nella contea di Chenango.